# George Williams
George Christopher Williams (Milton Keynes, 7 de setembro de 1995) é um futebolista profissional galês que atua como atacante, atualmente defende o Fulham FC.

## Carreira
George Williams fez parte do elenco da Seleção Galesa de Futebol da Eurocopa de 2016.